# Samsat
Samsat est une ville et un district de la province d'Adıyaman dans la région de l'Anatolie du sud-est en Turquie.
Son nom vient de l'ancienne cité de Samosate, dont les ruines se situent à proximité. Samsat est une ville moderne construite dans les années 1980 pour accueillir les habitants de l'ancienne cité submergée par les eaux du lac de retenue du barrage Atatürk en 1989.
Les premières fouilles sont menées en 1964 et 1967 sous la direction de l'archéologue américaine Theresa Goell, en prévision de l'inondation du site par un nouveau barrage sur l'Euphrate.